# Mollitrichosiphum lithocarpi
Mollitrichosiphum lithocarpi är en insektsart. Mollitrichosiphum lithocarpi ingår i släktet Mollitrichosiphum och familjen långrörsbladlöss. Inga underarter finns listade i Catalogue of Life.